# Sócrates
Sócrates Brasileiro Sampaio de Souza Vieira de Oliveira poznat kao "Sócrates" (Belém do Pará, 19. veljače 1954. – São Paulo, 4. prosinca 2011.) bio je brazilski nogometaš i nogometni trener.

## Klupska karijera
Sócrates je karijeru započeo 1974. u Botafogo-SP. Najviše utakmica odigrao je za Corinthians ukupno 297 te je postigao 172 pogodaka. Ukupno je igrao u 7 klubova. 

## Reprezentativna karijera
Sócrates je članom reprezentacije Brazila postao 1979. godine, te je dva puta sudjelovao na Svjetskim prvenstvima.

## Smrt
Dana 19. kolovoza 2011, Sócrates je bio primljen na intenzivnu njegu u bolnici Albert Einstein u Sao Paulu s gastrointestinalnim krvarenjem i hipertenzijom a otpušten je devet dana kasnije.  sljedećeg mjeseca proveo je 17 dana u bolnici zbog bolesti jetre. Dana 1. prosinca 2011, hospitaliziran je zbog trovanja hranom koja se razvila u septički šok te je stavljen na aparate za održavanje života. Umro je 4. prosinca 2011 u dobi od 57 godina, iza njega je ostala žena i šestero djece.

## Vanjske poveznice
- FIFA statstika  Arhivirana inačica izvorne stranice od 26. listopada 2008. (Wayback Machine)
- Službeni blog  Arhivirana inačica izvorne stranice od 27. kolovoza 2011. (Wayback Machine)